# Joe Fry
Joseph „Joe“ Fry (* 26. Oktober 1915 Chipping Sodbury; † 29. Juli 1950 in Blandford Camp) war ein britischer Automobilrennfahrer.

## Karriere
Joe Fry war ein Bergspezialist, der in den 1930er- und 1940er-Jahren einige Rekorde in Großbritannien aufstellte. Er gehörte zur Familie, der in Bristol die 1761 gegründete Schokoladenfabrik J. S. Fry & Sons gehörte.
Fry fuhr eigene Leichtbaufahrzeuge, die er Freikaiserwagen nannte. 1950 verunglückte er bei einem Bergrennen in Blandford tödlich, als er die Herrschaft über seinen Rennwagen verlor. Wenige Wochen vorher war Fry seinen einzigen Formel-1-Grand-Prix gefahren. Beim ersten Weltmeisterschaftslauf der Formel-1-Geschichte teilte er sich in Silverstone einen Maserati 4CL mit Brian Shawe-Taylor. Das Duo erreichte den zehnten Rang im Schlussklassement.
Joe Fry verunglückte 1950 im Training zum Bergrennen von Blandford mit dem Freikaiserwagen tödlich.

## Statistik

### Statistik in der Automobil-Weltmeisterschaft

#### Gesamtübersicht
| Saison | Team   | Chassis      | Motor    | Rennen | Siege | Zweiter | Dritter | Poles | schn. Rennrunden | Punkte | WM-Pos. |
| ------ | ------ | ------------ | -------- | ------ | ----- | ------- | ------- | ----- | ---------------- | ------ | ------- |
| 1950   | privat | Maserati 4CL | Maserati | 1      | −     | −       | −       | −     | −                | −      | –       |

#### Einzelergebnisse
| Saison | 1 | 2 | 3 | 4 | 5 | 6 | 7 |
| ------ | - | - | - | - | - | - | - |
| 1950   |   |   |   |   |   |   |   |
| 10     |   |   |   |   |   |   |   |